# Срджан Благоєвич
Срджан Благоєвич (серб. Srđan Blagojević, нар. 6 червня 1973, Белград) — сербський професійний футбольний тренер. З 2025 року очолює тренерський штаб команди «Партизан».

## Кар'єра

### Робота у Сербії
Благоєвич розпочав свою тренерську кар'єру у 2008 році у сербському клубі «Сремчиця». Між 2008 і 2015 роками він тренував кілька сербських клубів нижчої ліги. У липні 2015 року він очолив «Бежанію» у Першій лізі, де провів один сезон, а потім з 20 вересня по 24 грудня 2016 року тренував «Інджію» також у другому дивізіоні країни.
У сезоні 2016/17 років Благоєвич керував клубом «Явор» (Іваниця) у Суперлізі протягом восьми матчів, а потім недовго знову працював із «Бежанією»
Восени 2017 року Благоєвич вдруге очолив «Інджію», з якою у сезоні 2018/19 років вийшов до сербської Суперліги.

### Казахстан
15 січня 2020 року Благоєвич переїхав до Казахстану, ставшиголовним тренером команди «Каспій» (Актау), де пропрацював два сезони.
У листопаді 2021 року підписав контракт з іншою місцевою командою, «Астаною». У вересні 2022 року був звільнений з посади у зв'язку зі зміною керівництва. Пізніше «Астана» виграла Прем'єр-лігу Казахстану 2022 року.

### «Дебрецен»
21 вересня 2022 року Благоєвич підписав контракт с клубом чемпіонату Угорщини «Дебрецен». 8 квітня 2023 року в інтерв'ю Magyar Nemzet сербський тренер сказав, що гра «Дебрецена» проти «Мезйокйовешда» була найкращою з моменту його приходу 8 травня 2023 року в інтерв'ю Hajdú-Bihar Vármegyei Portál він заявив, що, «Дебрецен» бореться за третє місце в сезоні 2022–2023.. 
17 травня 2023 року в ефірі Nemzeti Sport з'явилася інформація, що він може покинути «Дебрецен», тим не менш вже 28 травня він продовжив контракт з клубом на 2 роки. 27 травня 2023 року посів з «Дебреценом» 3-тє місце, що дозволило клубу потрапити до другого раунду кваліфікації Ліги конференцій Європи.
Сезон 2024/25 команда Благоєвича почала невдало. Хоча 2 серпня 2024 року «Дебрецен» переміг «Дьєр» з рахунком 3:0, потім він зіграв внічию з «Кечкеметом» і програв запеклим суперникам «Діошдьйору» на стадіоні «Надьєрдеї» 17 серпня 2024 року. 26 серпня 2024 року його звільнили після поразки 0:3 від «Уйпешта» на стадіоні «Ференц Суса»..

### «Партизан»
1 січня 2025 року Благоєвич був призначений новим тренером «Партизана».